# Lanco
Lanco é uma comuna chilena localizada na Província de Valdivia, na Região de Los Rios.
Em língua Mapuche (Mapudungun) significa "Águas Retidas", "Águas Tranquilas" ou "Águas Consumidas".

## Geografia
A comuna limita-se: a sudoeste com Mariquina e Máfil; a sudeste com Panguipulli; a norte com Loncoche na Região da Araucanía.
As principais vias de acesso à comuna são a Ruta 5-CH na direção norte-sul e a Ruta CH-203 que segue para leste em direção ao Passo Huahum, na fronteira com a Argentina.

### História
O primeiro povoado situava-se em um território primitivamente habitado por indígenas comandados pelo Cacique Huentelaf.
Com a chegada dos pioneiros foi fundado o primeiro povoado onde atualmente é "Lanco Viejo". Posteriormente, este mudou-se para a área próxima à estacão ferroviária de onde começou sua expansão.
A elaboração do primeiro plano da cidade é mérito do engenheiro Emiliano Corbeaux, e seu desenho no terreno a Felipe Barthou Lapouplé e a Alberto Córdova Latorre.
Em 28 de dezembro de 1917, em virtude do decreto-lei Nº 4581, Lanco foi promovida à categoría de comuna, separando-se da comuna de Mariquina graças às ativas gestões do deputado Luis Urrutia Ibáñez.
Deste modo, em março de 1918 foram realizadas as primeiras eleições.
De acordo com o que expressa o projeto de Divisão Comunal, elaborado pela "Inspección General Geográfica" em 3 de Novembro
de 1926: "Mesmo que a comuna de Lanco tenha menos de 30 mil pesos de entrada anual, é conveniente mante-la como Comuna por serem difíceis os meios de transporte nesta zona e com o tempo melhorará sua situação econômica".
Diante do anterior se decidiu manter a divisão comunal indicada no decreto-lei Nº 803 que lhe assegurou os siguientes limites:
ao norte o Departamento de Villarrica, a leste com a fronteira Argentina, ao sul o rio San Pedro, e a oeste o rio Cruces.
Posteriormente sua superfície foi reduzida em decorrência da criação da comuna de Panguipulli pelo decreto-lei de
1942.

### Porto Seco
Nos anos 20 foi aberto o primeiro caminho do que hoje é a atual rodovia internacional Lanco – Panguipulli – Hua-Hum. Pouco mais tarde, na década de 30 chega a Lanco don Pedro Salvadores, o qual abriu uma das primeiras empresas do ramo madeireiro, iniciando a época do auge de Lanco, durante a qual foi denominada puerto seco (porto seco).
Além das empresas madeireiras, iniciou-se o desenvolvimento de outras atividades do ramo agrícola como os moinhos de trigo, famosos no meio do século. Lanco também, era ponto de passagem a quem seguia pelas vias interiores até as minas Madre de Dios, Troltrohue e Hueima. 
Nos anos 50 iniciam-se os trabalhos na ferrovia entre Lanco e Panguipulli, o que teve pouco êxito, já que a ideia era escoar por esta via toda a produção madeireira de Panguipulli a qual finalmente era transportada por via fluvial através do río San Pedro até Valdivia. 
Na questão cultural e religiosa destacam-se as Irmãs Franciscanas que chegaram no início do século a estabeleceram-se na localidade de Purulón, dedicando-se desde então a satisfazer às necessidades espirituais e educacionais da comuna.

### Prefeitos (Alcaldes)
- Juan Ulloa Montecinos, 1918 – 1921
- Juan Ulloa, 1921 - 1924
- Alberto Ulloa, 1924 – 1925
- Germán Pineda, 1925 – 1927
- Osvaldo Melo, 1927 – 1929
- Erardo Setz, 1929 – 1932
- Juan Ulloa, 1929 – 1932
- Domingo Cortés, 1932 – 1935
- Domingo Cortés, 1935 - 1938
- Gerónimo Monsalve, 1938 – 1941
- Florencio Pineda, 1941 - 1944
- Gerónimo Monsalve, 1944 - 1947
- Edmundo Piel, 1947 – 1950
- Luis Melo, 1950 – 1953
- Juan Bautista Lapiedra, 1953 – 1956
- Edmundo Piel, 1956 – 1960
- Gabriel Vallette, 1960 – 1963
- Aida Hidalgo, 1963 – 1967
- Gabriel Vallette, 1967 – 1971
- Enrique Caro, 1971 – 1973
- Sergio Peña, 1973 – 1989
- Octavio Jofré, 1989 – 1990
- Hernán Peters, 1990 – 1992
- Luis Cuvertino, 1992 – 1994
- Hernán Peters, 1994 – 1996
- Luis Cuvertino, 1996 - 2000
- Gilberto Santana, 2000 - 2004
- Luis Cuvertino, 2004 - 2008
- Luis Cuvertino, 2008 - 2012

### Meios de comunicação
Em Lanco existem 3 emissoras de rádios importantes: Radio Lanco, Radio Fraterna e Radio Comunitaria.